# ثورة السماعة الطبية (المغرب)
ثورة السماعة الطبية هي حركة احتجاجية يقودها طلاب كلية الطب والمتدربون والمقيمون وممثلوهم في التنسيق الوطني لطلاب الطب واللجنة الوطنية للمتدربين والمقيمين في المغرب، بعد إصرار وزير الصحة، الحسين الوردي لإنفاذ مشروع «الخدمة الصحية الإجبارية». وشهدت هذه الحركة العديد من التصعيد:
- وقفات احتجاجية ومسيرات وطنية (23 يوليو و 17 سبتمبر 2015)
- مقاطعة كاملة للدروس النظرية والتطبيقية في كليات الطب والأسنان السبعة في المغرب
- إعلان المتدربين والمقيمين أخذ إضراب مفتوح منذ 1 أكتوبر / تشرين الأول 2015. كما قدم الطلاب إلى الوزارة محضر احتجاج يعرض جميع مطالباتهم.

## الخدمة الصحة الإجبارية
أعلن وزير الصحة الحسين الوردي في قبة البرلمان المغربي عن نيته في وضع قانون الخدمة الصحية الإلزامية أو ببساطة «الخدمة الإجبارية» من أجل حل المشاكل الصحية في المغرب. وأوضح الوردي أن هذه الخدمة ستوفر للسكان في المناطق الريفية الرعاية الصحية اللازمة، كما ستساعد في وضع توزيع جغرافي عادل فيما يتعلق بالأطباء العاملين. وتشير الإحصائيات إلى أن حوالي 45٪ من الأطباء (في القطاعين الخاص والعام) يعملون حول محور الرباط - الدار البيضاء. لذلك تعتزم الوزارة تطبيق هذا القانون.
بدأ النظام الطبي برمته الاحتجاج منذ إعلان هذا المشروع الذي اعتبروه تهديدًا لمستقبلهم ومحاولة غير فعالة لتحسين الوضع الصحي.
في أوائل سبتمبر / أيلول 2015، نشرت وزارة الصحة على موقعها الرسمي على الإنترنت مسودة المادة الخاصة بقانون الخدمة الصحية الإلزامية، والتي حرضت الطلاب في جميع أنحاء المغرب على البدء في التحرك لوضع حد لهذا المشروع. خاصة أن موادها تتعارض مع الاتفاقيات الدولية التي وقعها المغرب سابقا. بالإضافة إلى ذلك، فإن مستقبل الأطباء حديثي التخرج لا يزال مجهولاً بعد أن يمضو عامين من الخدمة الإجبارية في المناطق الريفية.
النقطة الأكثر غموضًا في هذا المشروع هي أن المادة الأولى من القانون تعتبر الخدمة الصحية واجبًا وطنيًا، في حين أنها تستثني طلاب كلية الطب في كلية الطب الخاصة التي تم افتتاحها حديثًا، والعديد من النقاط الأخرى. كل هذه التناقضات جعلت هذا المشروع عرضة للنقد والخلافات التي لم تنته إلى يومنا هذا.

## الإحتاجاجات
شن الطلاب المتدربين والمقيمين وقفات احتجاجية وإضرابات وطنية وحملات توعية ومسيرات وطنية ضد القانون. كانت هناك مقاطعة كاملة ووطنية للدروس النظرية والتطبيقية على الكليات السبع في المغرب بأكمله. اعتبرت المقاطعة نفسها إنجازًا غير مسبوق في تاريخ الطب بأكمله في المغرب، وأجبرت وزارة الصحة وغيرها في النهاية على الجلوس إلى طاولة الحوار مع الممثلين في التنسيق الوطني لطلاب الطب واللجنة الوطنية للمتدربين والمقيمين في المغرب.
انضم النظام الطبي وشبه الطبي إلى حركة الطلاب بعد أن اقتنعوا تمامًا بمدى أهمية هذه الحركة في تحسين النظام الصحي بأكمله الذي لا يزال لا يحظى باهتمام كافٍ من وزارة الصحة نفسها، وكذلك لتحسين ظروف العمل، وتقديم العلاج المناسب للمرضى في ظروف تضمن كرامة المواطن والطبيب أيضًا.